# 1620
1620 (MDCXX) a fost un an bisect al calendarului gregorian, care a început într-o zi de miercuri.

## Evenimente
- 17 septembrie-7 octombrie: Bătălia de la Țuțora. Bătălie dintre Uniunea statală polono-lituaniană (sprijinită de trupele Moldovei) și Imperiul Otoman, soldată cu victoria otomanilor.
- Bătălia de la Muntele Alb. Conflict decisiv în apropiere de Praga în cadrul Războiului de Treizeci de Ani. S-au confruntat armata catolică a lui Maximilian I, duce de Bavaria, care a înfrânt armata protestantă condusă de Frederic XV, regele Boemiei.

## Nașteri
- 10 noiembrie: Ninon de Lenclos  (d. 1705)
- 16 februarie: Frederic Wilhelm, Elector de Brandenburg  (d. 1688)
- 20 noiembrie: Avvakum  (d. 1682)
- 20 octombrie: Aelbert Cuyp  (d. 1691)
- 21 iulie: Jean Picard astronom francez (d. 1682)
- 3 mai: Miklós Zrínyi  (d. 1664)
- dată necunoscută: William Brouncker, al II-lea Viconte de Brouncker  (d. 1684)
- dată necunoscută: Robert Morison botanist britanic (d. 1683)
- 18 septembrie: Albert al II-lea, Margraf de Brandenburg-Ansbach  (d. 1667)
- 17 decembrie: Maurice de Simmern Conte Palatin al Rinului (d. 1652)
- dată necunoscută: Gheorghe Duca  (d. 1685)
- dată necunoscută: Franciszek Meninski diplomat polonez (d. 1698)
- iulie: Juan de Zurbarán  (d. 1649)
- dată necunoscută: Dumitrașcu Cantacuzino  (d. 1686)
- dată necunoscută: Ecaterina Cercheza  (d. 1666)
- 29 august: Stanislaus Mink von Wennsshein  (d. 1699)
- dată necunoscută: Stroe Leurdeanu boier din Țara Românească (d. 1679)
- dată necunoscută: Varlaam al II-lea, Mitropolit al Ungrovlahiei  (d. 1708)
- dată necunoscută: Teodosie, Mitropolit al Ungrovlahiei  (d. 1708)

## Decese
- János Ádám (tatăl), poet umanist maghiar din Transilvania (n. ?)